# Honda NS 500
La NS 500 è una motocicletta da competizione della casa motociclistica Honda che riprende a partecipare al motomondiale con moto a due tempi, dopo l'insuccesso della Honda NR 500.

## Storia
Il 1982 è un anno importante nella storia del reparto corse Honda: nasce ufficialmente e come entità separata la Honda Racing Corporation che seguirà da quel momento lo sviluppo e la gestione delle corse; contemporaneamente nasce il nuovo progetto della moto destinata a competere nella classe regina.
La casa giapponese aveva sempre puntato sui motori a 4 tempi, sia durante le sue prime partecipazioni al campionato mondiale (interrotte al termine della stagione 1967), sia al ritorno nel motomondiale 1979, avvenuto con la NR 500 a pistoni ovali; questo della "NS" fu quindi un progetto totalmente nuovo per la casa e venne predisposto un motore tricilindrico in configurazione a V con l'intento di limitare al massimo gli ingombri della moto.
Nel primo anno di gare la moto venne condotta da Freddie Spencer, Takazumi Katayama e Marco Lucchinelli che giunsero rispettivamente 3°, 7° e 8° nella classifica stagionale, con il pilota statunitense che ottenne anche due vittorie, nel GP del Belgio e in quello di San Marino mentre il pilota giapponese vinse nel GP di Svezia.
Al secondo anno di partecipazione, nel motomondiale 1983, Spencer si aggiudicò il titolo iridato ottenendo 6 successi su 12 gran premi; tale successo fu accompagnato anche dal primo posto nella classifica costruttori.
Dopo soli due anni di vita, nel 1984 Honda presentò la sua erede, la NSR 500 quadricilindrica, e Spencer la alternò con la NS tre cilindri che; condotta da Randy Mamola riuscì ad ottenere ancora dei successi, di cui l'ultimo nuovamente a San Marino, e contribuì in buona parte alla conquista del titolo costruttori del 1984 da parte di Honda.
Le ultime presenze della tricilindrica furono nel motomondiale 1985 e l'ultima vittoria conseguita fu quella ottenuta da Mamola nel Gran Premio motociclistico d'Olanda.
In onore a questa moto vennero prodotti due modelli in produzione di serie, la NS 125 nel 1985 fino al 1987 e la NS 400 R dal 1986 al 1988. Inoltre, dalla NS 500 fu derivata una versione destinata ai piloti privati: la RS 500 R, costruita dal 1983 al 1987.